# Front Page Woman
Front Page Woman is een Amerikaanse filmkomedie uit 1935 onder regie van Michael Curtiz.

## Verhaal
Journaliste Ellen Garfield wil niet trouwen met Curt Devlin, voordat hij toegeeft dat ze even goed in haar werk is als haar mannelijke collega's. Curt werkt voor een concurrerende krant. Door hun rivaliteit wordt Ellen ontslagen, omdat ze door een streek van Curt een foutief verslag uitbrengt over het vonnis in een moordzaak. Wanneer Ellen uiteindelijk de echte dader vindt, moet Curt wel toegeven dat ze een goede journaliste is. 

## Rolverdeling
| Acteur               | Personage             |
| -------------------- | --------------------- |
| Bette Davis          | Ellen Garfield        |
| George Brent         | Curt Devlin           |
| Roscoe Karns         | Toots                 |
| Wini Shaw            | Inez                  |
| Walter Walker        | Rechter Rickard       |
| J. Carrol Naish      | Robert                |
| Gordon Westcott      | Maitland Coulter      |
| Dorothy Dare         | Mae LaRue             |
| June Martel          | Olive Wilson          |
| Joseph Crehan        | Spike Kiley           |
| J. Farrell MacDonald | Hallohan              |
| Addison Richards     | Officier van justitie |
| Joe King             | Hartnett              |
| Selmer Jackson       | Joe Davis             |
| Miki Morita          | Fuji                  |